# پارک ملی اولاگچینی خار نور
پارک ملی اولاگچینی خار نور (به لاتین: Ulaagchinii Khar Nuur National Park) یک پارک ملی در مغولستان است که در استان زوخان واقع شده‌است.